# Богоявленское благочиние

Богоявленское благочиние (Богоявленский благочиннический округ) — благочиние Московской епархии Русской православной церкви, включающее храмы и приходы, расположенные на территории Басманного и Красносельского районов Центрального административного округа города Москвы. Образовано в 1996 году, ранее его территория входила в состав Преображенского благочиния.
Исполняющий обязанности благочинного округа — протоиерей Максим Батурин, настоятель храма Вознесения Господня на Гороховом поле.

## Храмы
По состоянию на июль 2021 года в состав благочиния входит 28 храмов и 5 часовен, в том числе один кафедральный соборный храм (Богоявленский собор в Елохове), один крестильный храм (крестильный храм Василия Блаженного при Богоявленском соборе), 15 приходских храмов, 6 патриарших подворий, 2 храма представительства Антиохийского патриархата, 2 приписных храма, 2 домовых храма. В двух храмах богослужения не возобновлены. Духовенство включает троих архиереев, 59 священников и 14 диаконов.
| Название                                                                                    | Период возведения | Краткое описание | Изображение | Адрес                                  |
| Храм Александра Невского при бывшей Покровской богадельне                                   |                   | |             | Бакунинская улица, 81/55               |
| Храм Алексия Человека Божия в Красном селе                                                  |                   | Престолы: - Преподобного Алексия, человека Божия - Грузинской иконы Божией Матери - Преподобного Павла Латрийского                                  |             | 2-й Красносельский переулок, 3         |
| Богоявленский собор в Елохове с крестильным храмом Василия Блаженного                       |                   | Престолы: - Богоявления - Василия Блаженного - Благовещения Пресвятой Богородицы - Святителя Николая Объект культурного наследия № 7710798000       |             | Спартаковская улица, 15                |
| Церковь Введения во храм Пресвятой Богородицы в Барашах                                     |                   | Престолы: - Введения во храм Пресвятой Богородицы - Мученика Лонгина Сотника - Пророка Илия Объект культурного наследия № 7710032000                |             | Барашевский переулок, 8                |
| Храм Святого Владимира в Старых Садах                                                       |                   | Престолы: - Равноапостольного князя Владимира - Мучеников Кирика и Иулиты - Святых благоверных князей Бориса и Глеба                                |             | Старосадский переулок, 11, стр. 1      |
| Храм Воздвижения Креста Господня в Красном селе                                             |                   | Помещения храма не возвращены Церкви. |             | 2-й Красносельский переулок, 3, стр. 1 |
| Храм Вознесения на Гороховом поле                                                           |                   | Престолы: - Вознесения Господня - Пророка Моисея - Святителя Николая                                                                                |             | Улица Радио, 2, стр. 1                 |
| Храм Воскресения Словущего в Барашах                                                        |                   | |             | Покровка, 16/1                         |
| Гавриила Архангела и Храм святого великомученика Феодора Стратилата в Антиохийском подворье |                   | |             | Архангельский переулок, 15а            |
| Храм великомученика Георгия Победоносца в Старых Лучниках                                   | 1692—1694         | Престолы: - Благовещения Пресвятой Богородицы - Великомученика Георгия Победоносца - Преподобного Феодора Сикеота - Преподобного Нила Столобенского |             | Лубянский проезд, 9, корп. 2           |
| Храм Апостола Иакова Зеведеева в Казённой слободе                                           |                   | Престолы: - Казанской иконы Божией Матери - Апостола Иакова Зеведеева - Святителя Николая                                                           |             | Яковоапостольский переулок, 6, стр. 1  |
| Храм великомученицы Ирины в Покровском                                                      |                   | Престолы: - Троицы Живоначальной - Великомученицы Екатерины                                                                                         |             | улица Фридриха Энгельса, 38, стр. 1    |
| Храм Никиты Мученика на Старой Басманной                                                    | 1745—1751         | Престолы: - Владимирской иконы Божией Матери - Великомученика Никиты                                                                                |             | Старая Басманная улица, 16             |
| Храм Святителя Николая Мирликийского в Дербеневе                                            |                   | Престолы: - Святителя Николая - Иконы Божией Матери «Всех скорбящих Радость» - Преподобного Сергия Радонежского                                     |             | Уланский переулок, 11, стр.1           |
| Церковь Николая Чудотворца в Клённиках                                                      |                   | |             | улица Маросейка, 5                     |
| Церковь Николая Чудотворца в Подкопаях                                                      |                   | Престолы: - Казанской иконы Божией Матери - Преподобного Сергия Радонежского - Святителя Николая                                                    |             | Подкопаевский переулок, 15/9           |
| Храм Николая Чудотворца в Покровском                                                        |                   | Престолы: - Святителя Николая - Апостолов Петра и Павла - Покрова Пресвятой Богородицы                                                              |             | Бакунинская улица, 100                 |
| Храм Апостолов Петра и Павла в Новой Басманной слободе                                      |                   | Престолы: - Апостолов Петра и Павла - Святителя Николая - Иконы Божией Матери «Утоли моя печали» - Владимирской иконы Божией Матери                 |             | Новая Басманная улица, 11              |
| Церковь Космы и Дамиана на Маросейке                                                        |                   | Приделы: - Исцеления Спасителем расслабленного - Святителя Николая                                                                                  |             | улица Маросейка, 17                    |
| Храм Троицы Живоначальной на Грязех у Покровских ворот                                      |                   | |             | Покровка, 13                           |
| Церковь Троицы Живоначальной в Хохлах                                                       |                   | |             | Хохловский переулок, 12                |
| Храм Покрова Пресвятой Богородицы в Рубцове                                                 |                   | Престолы: - Покрова Пресвятой Богородицы - Преподобного Сергия Радонежского - Благоверного царевича Димитрия                                        |             | Бакунинская улица, 83                  |
| Храм Трёх Святителей на Кулишках                                                            |                   | Объект культурного наследия № 771090900 |             | Малый Трёхсвятительский переулок, 4-6  |
| Храм Покрова Пресвятой Богородицы в Красном селе                                            |                   | Престолы: - Покрова Пресвятой Богородицы - Святителя Николая - Иоанна Предтечи                                                                      |             | Нижняя Красносельская улица, 12        |

- Храм равноапостольных Константина и Елены при Государственном университете по землеустройству (приписной к Богоявленскому Елоховскому собору)
- Храм московских святителей Петра, Алексия, Ионы и Филиппа при бывшем Епархиальном училище — Посланников переулок, 9
- Храм Троицы Живоначальной при Московском государственном областном университете
- Храм Флора и Лавра у Мясницких ворот (воссоздаваемый).

## Часовни
- Часовня Казанской иконы Божией Матери при Казанском вокзале
- Часовня блаженной Ксении Петербургской при Ленинградском вокзале
- Часовня блаженной Матроны Московской при Курском вокзале
- Часовня преподобного Сергия Радонежского при Ярославском вокзале
- Часовня великомученика Георгия Победоносца при ГУБОП МВД РФ.